# Estación Capitán Pastene
Capitán Pastene fue una estación ubicada en la ciudad chilena de Capitán Pastene, en la región de la Araucanía; era la punta de rieles del subramal Saboya - Capitán Pastene.
- Datos: Q5748585